# Pharmazeutisch-kaufmännische Assistenz
Pharmazeutisch-kaufmännische Assistenz (PKA) ist ein Lehrberuf in Österreich. Pharmazeutisch-kaufmännische  Assistenten arbeiten vor allem in öffentlichen Apotheken und unterstützen dort die Apotheker im Verkauf. Sie beraten Kunden, assistieren z. B. bei der Herstellung von Salben und bereiten Arzneimittel vor. Außerdem haben sie wichtige kaufmännische Aufgaben im Einkauf, in der Lagerbewirtschaftung und bei der Warenpräsentation. Der Beruf wird hauptsächlich von Frauen ausgeübt.
Dieser Artikel beschreibt die Situation in Österreich. In Deutschland steht die Berufsbezeichnung PKA für den Beruf Pharmazeutisch-kaufmännischer Angestellter.

## Geschichte
Der PKA-Beruf wurde 1994 aus dem Beruf des Apothekenhelfers entwickelt.
Am 30. Juni 1994 trat die Verordnung über die Berufsausbildung im Lehrberuf Pharmazeutisch-kaufmännischer Assistent (Pharmazeutisch-kaufmännischer Assistent-Ausbildungsverordnung) BGBl. Nr. 495/1994 in Kraft.
- Novelle 2001: Verordnung über die Berufsausbildung im Lehrberuf Pharmazeutisch-kaufmännischer Assistenz (PKA-Ausbildungsordnung) BGBl. 407/2001
- Novelle 2014: Verordnung über die Berufsausbildung im Lehrberuf Pharmazeutisch-kaufmännischer Assistenz (PKA-Ausbildungsordnung) BGBl. 137/2014

## Ausbildung
Die Ausbildung steht grundsätzlich allen Jugendlichen offen, die ihre neunjährige Schulpflicht abgeschlossen haben. Der Zugang zur Lehre ist an keinen bestimmten Schulabschluss gebunden. Im Regelfall beträgt die Lehrzeit drei Jahre. Nach Abschluss einer allgemeinbildenden oder berufsbildenden höheren oder mittleren Schule sowie durch Ausbildung in verwandten Lehrberufen verkürzt sich die Lehrzeit auf zwei Jahre. Die duale Ausbildung findet einerseits im Lehrbetrieb, also in einer Apotheke statt – und zusätzlich auch in der Berufsschule. Der Lehrling steht in einem Ausbildungsverhältnis mit seinem Lehrbetrieb und ist gleichzeitig Schüler in einer Berufsschule.

### Betriebliche Ausbildung
Etwa 2/3 der Lehrzeit arbeitet der Lehrling in einer Apotheke, wobei die Ausbildungsschwerpunkte in folgenden Bereichen liegen:
- Erstes Lehrjahr: Lagerbewirtschaftung
- Zweites Lehrjahr: Mitwirken an der Herstellung von Arzneimitteln
- Drittes Lehrjahr: Einkauf und Verkauf, Kundenberatung

### Schulische Ausbildung
Der Unterricht in der Berufsschule beinhaltet seit dem Schuljahr 2017/18 die Gegenstände Apothekenspezifische Fachkunde, Gesundheitslehre, Apothekensortiment und Beratung, Laborpraktikum, Berufsspezifisches Praktikum, Angewandte Wirtschaftslehre, Betriebswirtschaftliches Projektpraktikum, Politische Bildung, Deutsch und Kommunikation sowie Englisch als berufsbezogene Fremdsprache.
Lehrlinge haben die Möglichkeit, sich berufsbegleitend auf die Reifeprüfung vorzubereiten (Lehre mit Matura). Die Lehrabschlussprüfung wird von Berufsexperten abgenommen. Der erfolgreiche Abschluss der Lehrabschlussprüfung ermöglicht die Zulassung zur Berufsmatura (Berufsreifeprüfung). Absolventen der Berufsreifeprüfung sind hinsichtlich der Zugangsvoraussetzungen für Hochschulen jenen von Reifeprüfungen gleichgestellt. Zuständige Stelle für allgemeine Fragen zur PKA-Ausbildung ist der Österreichische Apothekerverband.

## Tätigkeitsbereiche
PKA arbeiten überwiegend in öffentlichen Apotheken, aber auch in Anstaltsapotheken (Krankenhausapotheken), im pharmazeutischen Großhandel und in der Pharmaindustrie. Ein PKA-Lehrabschluss eröffnet darüber hinaus viele andere Möglichkeiten im Wirtschaftsleben, denn er ist gleichzeitig auch ein Abschluss als Einzelhandelskaufmann.
Das Berufsprofil beschreibt die Aufgaben von PKA in der Apotheke:
1. Warenbedarf ermitteln und an der Sortimentsgestaltung mitarbeiten,
2. Waren bestellen und Lieferungen prüfen,
3. Waren fachgerecht lagern und Warenlager betreuen,
4. das Sortiment für den Verkauf vorbereiten und verkaufsgerecht präsentieren,
5. Apotheker bei pharmazeutischen Tätigkeiten (insbesondere bei Herstellung, Prüfung und Abgabe von Arzneimitteln) unterstützen,
6. im Rahmen der Abgabekompetenz Kunden beraten und Waren verkaufen,
7. Preise kalkulieren,
8. mit ärztlichen Rezepten und Verordnungen fachgerecht umgehen,
9. Rechnungen legen, insbesondere auch an Krankenversicherungsträger,
10. an der kaufmännischen Steuerung und Kontrolle mitwirken,
11. administrative Arbeiten unter Einsatz der betrieblichen Informations- und Kommunikationstechnologie erledigen (z. B. Schriftverkehr, Zahlungsverkehr, Erfassung von statistischen Kennzahlen),
12. an den Marketingaktivitäten des Unternehmens mitarbeiten

## Stellenmarkt
Die Berufsaussichten für PKA sind eng mit der Situation der Apotheken und mit deren wirtschaftlicher Entwicklung verknüpft. In Österreich haben PKA derzeit gute Berufsaussichten. PKA zählt bei jungen Frauen zu den beliebtesten Lehrberufen.